# Maletswai
Maletswai es un municipio de la provincia de Cabo Oriental en Sudáfrica, con una población estimada en marzo de 2016 de 50 778 habitantes.
Se encuentra en el centro-norte de la provincia, cerca de la frontera con la provincia del Estado Libre. 